# Gaintxurizketa
Gaintxurizketa är ett bergspass i Spanien.   Det ligger i provinsen Gipuzkoa och regionen Baskien, i den norra delen av landet, 400 km norr om huvudstaden Madrid. Gaintxurizketa ligger 126 meter över havet.
Terrängen runt Gaintxurizketa är kuperad. Havet är nära Gaintxurizketa åt nordväst.Runt Gaintxurizketa är det tätbefolkat, med 308 invånare per kvadratkilometer. Närmaste större samhälle är San Sebastián, 10,1 km väster om Gaintxurizketa. I omgivningarna runt Gaintxurizketa växer i huvudsak blandskog.